# Időzóna
Egy időzóna a földfelszínnek az a területe, amelynek időmérő eszközei azonos időt mutatnak (ezt az időt „zónaidő”-nek is nevezik, szemben a „helyi idő”-vel, amit az adott hely földrajzi hosszúsága határoz meg). Elméletileg az egyes időzónákat hosszúsági körök határolják, a gyakorlatban azonban az országhatárokhoz, illetve nagyobb országrészekhez igazítják őket, mert praktikus, hogy a gyakran kommunikáló területeken egységes legyen az időszámítás. Régen az emberek a Nap deleléséhez viszonyított helyi időt használták, amely településről településre eltért. Az órák állandó átállítása azonban egyre nagyobb gondot jelentett a közlekedés gyorsabbá- és az órák pontosabbá válásával.
Mindegyik időzónát a koordinált világidőhöz (UTC) viszonyítják. A referenciahely a nulla meridián (0. hosszúsági kör), azaz a London közelében található Greenwichi délkör, ezért a koordinált világidőt korábban greenwichi középidőnek (GMT) nevezték. Az időzónákra vonatkozó megállapodást a Nemzetközi Meridián Konferencián hozták meg.
A zónaidők a UTC-től általában egész órában térnek el, ritkábban az egészhez képest fél óra, két esetben pedig negyed óra eltérés van. A másodperc számértéke mindenütt azonos. Nagy kelet–nyugati kiterjedésű országokban (például Kína) előfordul, hogy egyetlen zónaidőt használnak; előfordulnak más különlegességek is.

## Története
Az időzónák bevezetésének szükségessége az észak-amerikai vasutaknál vetődött fel a forgalom növekedésével, mivel zavart okozott, hogy a kiinduló város és a célállomás eltérő időszámítást alkalmazott, hiszen abban az időben az egyes városok a saját helyi idejüket alkalmazták, ami azt jelentette, hogy a különbség nem mindig egész óra volt, hanem csillagászatilag meghatározott percet is jelentett. Ez az utasok és főleg az áruszállítók számára kezelhetetlenné vált.
Charles Dowd, egy wisconsini pedagógus javasolta az időzónák bevezetését a fenti okokból 1872-ben, de politikai döntési helyzetre csak 1883-ban került sor, amikor William Allen szenátor az amerikai kongresszusnak benyújtotta az időzónák bevezetésére vonatkozó javaslatát.
Nagy-Britannia a maga számára már 1840-ben bevezette az egységes zónaidőre vonatkozó rendszert.
Sandford Fleming, egy skót–kanadai származású mérnök és feltaláló 1876-ban javasolta az időzónák bevezetését az egész Földre kiterjedően. Ez gyakorlatilag az a rendszer volt, amely ma is használatban van.
Az egyes nemzetek között késhegyre menő viták voltak a kezdő, nulla meridián kiválasztásában. Ez a vita az 1884-es Meridián Konferencián csúcsosodott ki, ahol elfogadták az időzónák nemzetközi rendszerét, melynek kiindulópontja Greenwich lett. Ennek főleg kereskedelmi okai voltak, mivel a hajózási térképek is ezt használták, amelyek eredete a 17. századig nyúlt vissza. A brit csillagászok és órakészítők abban az időszakban küzdöttek azzal a problémával, hogy a hajók földrajzi hosszúságát meg lehessen határozni a tengereken.

## Időzónák elnevezései

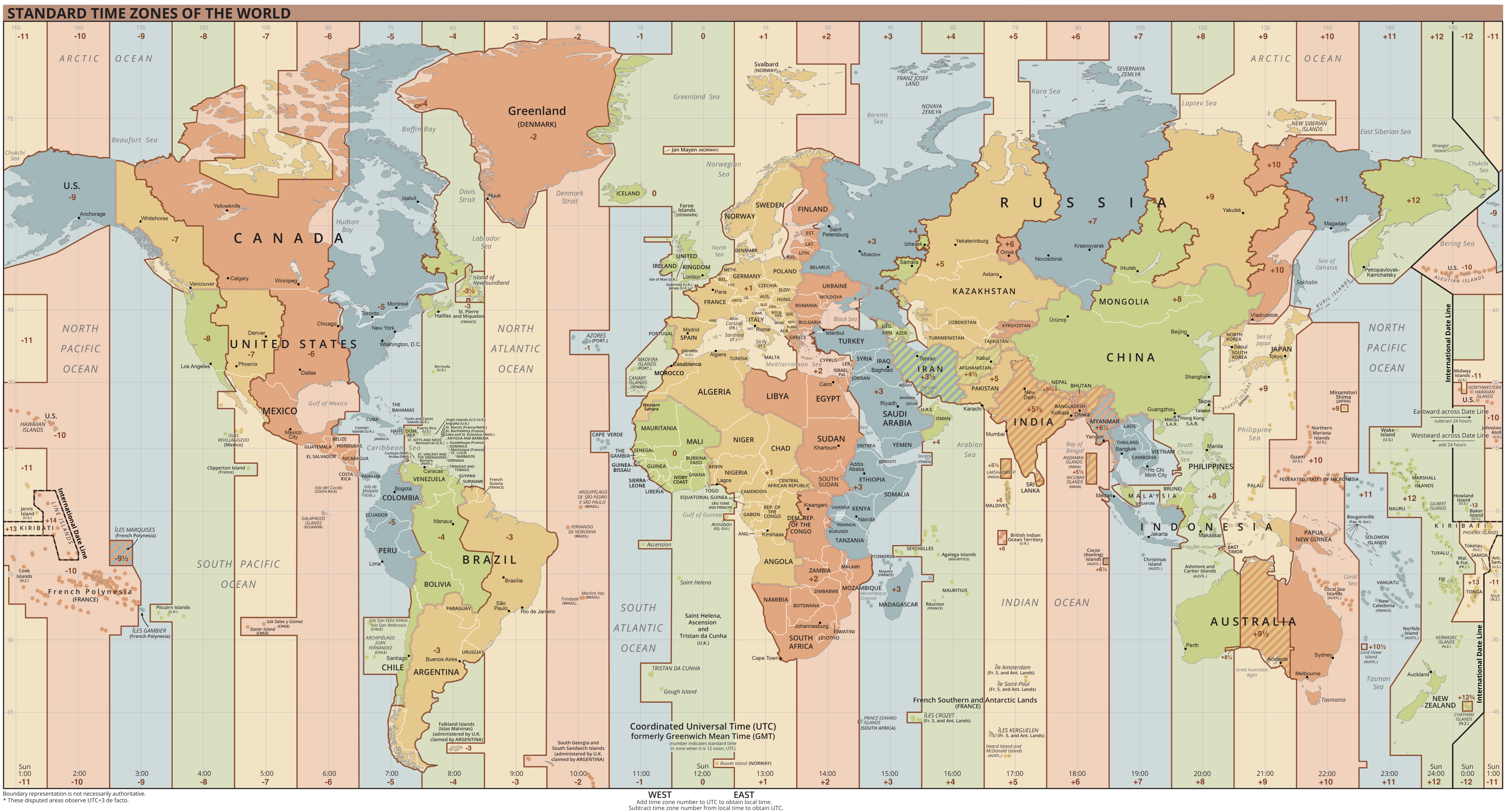
A Föld térképe az időzónákkal

Időzónák Európában

A magyarországi időzóna téli időszámításkor közép-európai idő (CET, UTC+1), nyáron közép-európai nyári idő (CEST, UTC+2).
Az UTC időt bizonyos körökben a Z betűvel jelölik, mivel a hozzá tartozó tengerészeti zóna jele Z (körülbelül 1950 óta), és ez a nullás időzóna (vagyis zéró) 1920 óta. Mivel a NATO által használt fonetikus ábécében, és a rádióamatőröknél is a Z-t Zulu-nak mondják, ezért az UTC időt is így nevezik. Ez alapján az UTC+1 Alpha time, az UTC+2 Bravo time és így tovább.

## Érdekességek
1. Elméletileg 24 időzónát határoztak meg; UTC-11-től UTC+12-ig. Ezzel szemben 40 időzóna létezik, UTC-12-től UTC+14-ig, némely időzóna félórás, vagy negyedórás eltéréssel.
2. Mivel a legkorábbi és a legkésőbbi időzóna között 26 óra eltérés van, ezért egy meghatározott naptári nap 50 óráig tart, ami azt is jelenti, hogy az egész Földön egy adott pillanatban három különböző (egyébként egymást követő) naptári nap is előfordulhat. Ez 1995 óta van így, a Kiribati időzónaváltás óta.[2]
3. Egy időzónának a 360 hosszúsági fok 24-ed része, azaz 15° kellene lennie. Az UTC időzóna ny. sz. 7° 30’-től k. sz. 7° 30’-ig tart, az időzóna közepe pontosan a 0. hosszúsági kör. Az UTC+12 időzóna csak 7° 30’ széles, k. sz. 172° 30’-től k. sz. 180°-ig, és az UTC-12 időzóna is csak 7° 30’ széles, ny. sz. 180°-tól ny. sz. 172° 30’-ig tart. Ezek elméleti határok, a valóságban országhatárok-, vagy közigazgatási határokhoz igazítják. Az elméleti határokat csak a nemzetközi vizeken és légtérben tartják be.
4. Az UTC+12 és UTC-12 időzóna között, a 180° hosszúsági foknál húzódna földrajzilag az elméleti nemzetközi dátumválasztó vonal. Ez a vonal is igazodik az országhatárokhoz, így északról dél felé haladva előbb keletre hajlik el, Oroszországot kikerülve, majd nyugatra hajlik, az Alaszkához tartozó Aleut-szigeteket kerülve ki. Az Egyenlítő környékén mélyen behajlik keletre, Kiribatit így nem szeli át. Miután Tongát és a Chatham-szigeteket is keletre elkerüli, újból a 180. hosszúsági fokon halad tovább déli irányba.
5. Kelet–nyugat irányba szélesen elterülő országok általában több időzónát használnak. Ilyen ország az Amerikai Egyesült Államok, Ausztrália, Brazília, Francia Polinézia, Grönland, Indonézia, Kanada, Kazahsztán, Kiribati, Kongói Demokratikus Köztársaság, Mexikó, Mikronéziai Szövetségi Államok, Mongólia és Oroszország. Ezen országokkal ellentétben Kína, amely nagy kelet–nyugati kiterjedtsége miatt akár 5 időzónát is használhatna, mégis egyet használ, az UTC+8-at, amelyik az ország keleti részének felel meg, mivel az ország lakosságának nagy része itt él. Így Kína nyugati felén délután 3 órakor delel a Nap. India is használhatna két időzónát, de csak egyet használ, az UTC+5:30-at.
6. A legnagyobb időeltolódás két ország határán Kína (UTC+8) és Afganisztán (UTC+4:30) között van, 3,5 óra.
7. A több időzónát használó országok az időzónahatárokat általában az őket alkotó államok határaihoz igazítják, de ez alól is van kivétel.
8. Az Amerikai Egyesült Államokban több olyan állam létezik, ahol az időzónahatárok az államon belül, a megyék (county) határaihoz igazodnak, sőt néhol még egy megyén belül is két időzónát használnak.
9. Alaszkában, a kanadai határ mellett fekvő Hyder, talán a legkeletibb alaszkai kisváros, mivel minden más alaszkai várostól sokkal távolabb esik, mint a határ túloldalán lévő Stewart kanadai kisvárostól, amelyikkel gazdaságilag annyira összefonódott, hogy Alaszkában egyedüliként – nem hivatalosan ugyan, de gyakorlatilag – nemcsak a Brit Columbiában használt UTC-8-at (PST, Pacific Standard Time) használja télen és UTC-7-et (PDT, Pacific Daylight Time) nyáron, hanem az amerikai dollár helyett is a kanadai dollárt használják.
10. Némely országhoz tartozó szigetek más időzónát használnak, mint az ország, amelyhez tartoznak. Ezen szigetek közül legtöbbnél ez nyilvánvaló, mivel nagyon távol esnek, de a brazíliai Pernambuco államhoz tartozó Fernando de Noronha-szigetcsoport, a Chiléhez tartozó Húsvét-sziget, a Dél-Afrikai Köztársasághoz tartozó Prince Edward-szigetek, az Ecuadorhoz tartozó Galápagos-szigetek, a Portugáliához tartozó Azori-szigetek, a Spanyolországhoz tartozó Kanári-szigetek és az Új-Zélandhoz tartozó Chatham-szigetek is más időzónát használnak, mint az ország, ahova tartoznak. Az ausztráliai Új-Dél-Waleshez tartozó Lord Howe-szigetcsoport csak nyári időszámítás idején használ Új-Dél-Walestől eltérő időt.
11. Nyári időszámítást nem mindenhol használnak, és az áttérés meg visszatérés nem mindenhol egyszerre történik. Némely, több időzónát használó országon belül is előfordul, hogy nem minden állama használ nyári időszámítást. Évente változik az is, hogy melyik országban használnak vagy nem, van ahol bevezetik, van ahol megszüntetik, van ahol csak kísérleti jelleggel használják. Legtöbb országban jól meghatározott szabály szerint van az átállás időpontja, de ezek a szabályok is időről időre változnak.
12. A nyári időszámítás, ahol használják, általában +1 óra a téli időszámításhoz képest. Kivétel ez alól a Lord Howe sziget, ahol a nyári időszámítás csak 0,5 órával több a télinél.
13. A nyári időszámítás az északi féltekén (országoktól függően) márciustól októberig tarthat, míg a déli féltekén nagyjából – ugyanilyen logikával – szeptembertől áprilisig (az Európai Unió területén ez egységes). Sok elektronikai eszköz (pl. rádióvezérelt kvarcórák) automatikusan áll át a megegyezéses időpontban (az Európai Unióban ez UTC szerint 01:00).
14. Az Amerikai Egyesült Államok két állama, Hawaii és Arizona nem használ nyári időszámítást. Itt is van kivétel, mert Arizona területén élő navaho nemzet tagjai államukkal ellentétben mégis használnak nyári időszámítást, mivel a nemzetük többi tagjai Új-Mexikóban és Utah államban szóródtak szét, és ott használnak nyári időszámítást. Kivétel a kivételben a hopi nemzet, akik a Navaho Nemzet területén egy enklávéban élnek, de ők Arizona többi területéhez hasonlóan nem használnak nyári időszámítást.
15. Nyugat-Ausztráliában már négy alkalommal rendeztek népszavazást a nyári időszámítás bevezetéséről. Utoljára 2009-ben, 3 éves próbaidő után tartottak róla népszavazást, amin – ahogy az előző három alkalommal is – elbukott a bevezetés ötlete.[3]
16. Dél-Ausztrália és Nyugat-Ausztrália határán fekvő Border Village, és innen az Eyre Highway mentén lévő nyugat-ausztráliai városok, mint Caiguna, Eucla, Madura és Mundrabilla külön időzónában vannak, ami eltér mind Dél-Ausztrália, mind Nyugat-Ausztrália időzónájától. Itt télen az UTC+8:45-öt, (ACWST, Australian Central Western Standard Time), nyáron az UTC+9:45-öt (ACWDT, Australian Central Western Daylight Time) használták. Nyugat-Ausztráliához hasonlóan csak 3 éves próbaidőre vezették be a nyári időszámítást, 2009-ben szavaztak róla, azóta nem alkalmazzák.[4]
17. Ausztrália két állama, az Északi terület és Queensland nem használ nyári időszámítást, a többi igen.
18. A nyugat-ausztráliai Giles település, amely az Északi terület határához közel van, nem a saját államának időzónáját használja. Télen, az Északi területen és Dél-Ausztráliában egyaránt használt UTC+9:30-at, (ACST, Australian Central Standard Time), de nyáron, a szintén nem túl messze levő Dél-Ausztráliához hasonlóan az UTC+10:30-at (ACDT, Australian Central Daylight Time), használja.
19. Az új-dél-walesi Broken Hill település sem a saját állama időzónáját használja, hanem Dél-Ausztrália közelsége miatt, Dél-Ausztráliához hasonlóan télen az UTC+9:30-at (ACST, Australian Central Standard Time), nyáron az UTC+10:30-at (ACDT, Australian Central Daylight Time), használja.
20. Argentínában 2007-ben újra bevezették a nyári időszámítást, de csak december 29-én. Március 16-ig tartott az egyórás előreállítás. Az ország közepén elhelyezkedő San Luis tartományban azonban nem állították át az órákat. 2008. október 19-én Argentína két időzónára oszlott. A jobbára inkább keletre eső tartományok (Formosa, Misiones, Chaco, Tucumán, Santiago del Estero, Santa Fe, Corrientes, Cordoba, Entre Rios és Buenos Aires), az északnyugati Jujuy, valamint Buenos Aires szövetségi főváros előreállították óráikat, a jobbára nyugatabbra esők (Salta, Catamarca, La Rioja, San Juan, San Luis, Mendoza, La Pampa, Neuquen, Rio Negro, Chubut, Santa Cruz, Tierra del Fuego, Antartida Argentina e Islas del Atlantico Sur) viszont nem. Argentínában a zónaidőnek UTC-4 és UTC-5 közé kellene esnie a hosszúsági körök szerint, mégis a UTC-3 és UTC-2 között van.
21. Szamoa kormányának döntése értelmében 2011. december 29-én áttértek az új-zélandi időzóna (NZST) használatára. Ennek következtében átkerültek a dátumválasztó vonal nyugati oldalára. Így 2011. december 29-e után a következő nap december 31-e volt. Ez természetesen megváltoztatta a hetek napjainak rendjét is, csütörtök után szombat következett, a péntek kimaradt.
22. A legtöbb időzóna Oroszország területén van, összesen 11.[5]

## Változások
- 2014.
  - március 30.: Az Oroszország által annektált, nemzetközileg el nem ismert Krími Köztársaság és Szevasztopol kikötőváros a Moszkvai időre tért át.[6]
- 2015.
  - október 4.: Norfolk-sziget 30 perccel visszaállítja az órát, hogy Ausztrália idejéhez jobban igazodjon.
  - augusztus 15.: Észak-Korea új időzónát vezet be (Phenjani időzóna, PYT, „Pyongyang Time”), az órát 30 perccel visszaállítják, ami UTC+8:30.
  - február 1.: Mexikó új időzónát vezet be Quintana Roo régió számára, ami meg fog egyezni az észak-amerikai keleti part időzónájával (EST).[7]

Mongólia újból elkezdi alkalmazni a nyári időszámítást, az európai dátumokhoz hasonlóan.
- 2016.
  - május 1.: Venezuela elhagyja az UTC−04:30 időeltolódást, és az UTC−04:00 időeltolódásba áll át (30 perccel előreállítják az órát).
  - szeptember 8.: Törökország elhagyja a téli/nyári időszámítást. A 2016-os nyári időszámítás végén maradt az UTC+03:00 időzónában, bevezetve a TRT – Turkey Time időzónát. Hozzá kapcsolódóan Észak-Ciprus is erre az időzónára tér át.
- 2018.
  - május 4.: Észak-Korea visszaállt az UTC+9 időzónára.[9]